# العلاقات الأوزبكستانية الإيرانية
العلاقات الأوزبكستانية الإيرانية هي العلاقات الثنائية التي تجمع بين أوزبكستان وإيران.

## مقارنة بين البلدين
هذه مقارنة عامة ومرجعية للدولتين:
| وجه المقارنة                                              | أوزبكستان       | إيران                    |
| --------------------------------------------------------- | --------------- | ------------------------ |
| المساحة (كم2)                                             | 448.98 ألف      | 1.65 مليون               |
| عدد السكان (نسمة)                                         | 32.39 مليون     | 79.97 مليون              |
| الكثافة السكانية (ن./كم²)                                 | 72.14           | 48.47                    |
| العاصمة                                                   | طشقند           | طهران                    |
| اللغة الرسمية                                             | اللغة الأوزبكية | لغة فارسية               |
| العملة                                                    | سوم أوزبكستاني  | ريال إيراني              |
| الناتج المحلي الإجمالي (بليون دولار)                      | 48.72 مليار     | 439.51 مليار             |
| الناتج المحلي الإجمالي (تعادل القوة الشرائية) بليون دولار | 190.50 مليار    | 1.36 تريليون             |
| الناتج المحلي الإجمالي الاسمي للفرد دولار أمريكي          | 2.13 ألف        |                          |
| الناتج المحلي الإجمالي للفرد دولار أمريكي                 | 5.57 ألف        |                          |
| مؤشر التنمية البشرية                                      | 0.675           | 0.766                    |
| رمز المكالمات الدولي                                      | +998            | +98                      |
| رمز الإنترنت                                              | .uz             | .ir،                     |
| المنطقة الزمنية                                           | ت ع م+05:00     | ت ع م+03:30، توقيت إيران |

## مدن متوأمة
في ما يلي قائمة باتفاقيات التوأمة بين مدن أوزبكستانية وإيرانية:
- ترتبط سمرقند مع نيسابور باتفاقية توأمة منذ 4 أغسطس 1986.
- ترتبط بخارى مع نيسابور باتفاقية توأمة منذ 1992.[14]

## منظمات دولية مشتركة
يشترك البلدان في عضوية مجموعة من المنظمات الدولية، منها:
| علم المنظمة | اسم المنظمة                        | تاريخ انضمام أوزبكستان | تاريخ انضمام إيران |
| ----------- | ---------------------------------- | ---------------------- | ------------------ |
|             | مؤسسة التنمية الدولية              | 24 سبتمبر 1992         | 10 أكتوبر 1960     |
|             | يونسكو                             | 26 أكتوبر 1993         | 6 سبتمبر 1948      |
|             | وكالة ضمان الاستثمار متعدد الأطراف | 4 نوفمبر 1993          | 15 ديسمبر 2003     |
|             | الأمم المتحدة                      | 2 مارس 1992            | 24 أكتوبر 1945     |
|             | الفريق المعني برصد الأرض           | ?                      | ?                  |
|             | الاتحاد البريدي العالمي            | ?                      | ?                  |
|             | البنك الدولي للإنشاء والتعمير      | 21 سبتمبر 1992         | 29 ديسمبر 1945     |
|             | منظمة التعاون الإسلامي             | ?                      | ?                  |
|             | منظمة حظر الأسلحة الكيميائية       | ?                      | ?                  |
|             | مؤسسة التمويل الدولية              | 30 سبتمبر 1993         | 28 ديسمبر 1956     |
|             | منظمة الشرطة الجنائية الدولية      | ?                      | ?                  |

## وصلات خارجية
- موقع وزارة الخارجية الأوزبكستانية
- موقع وزارة الخارجية الإيرانية